# Советская Гавань

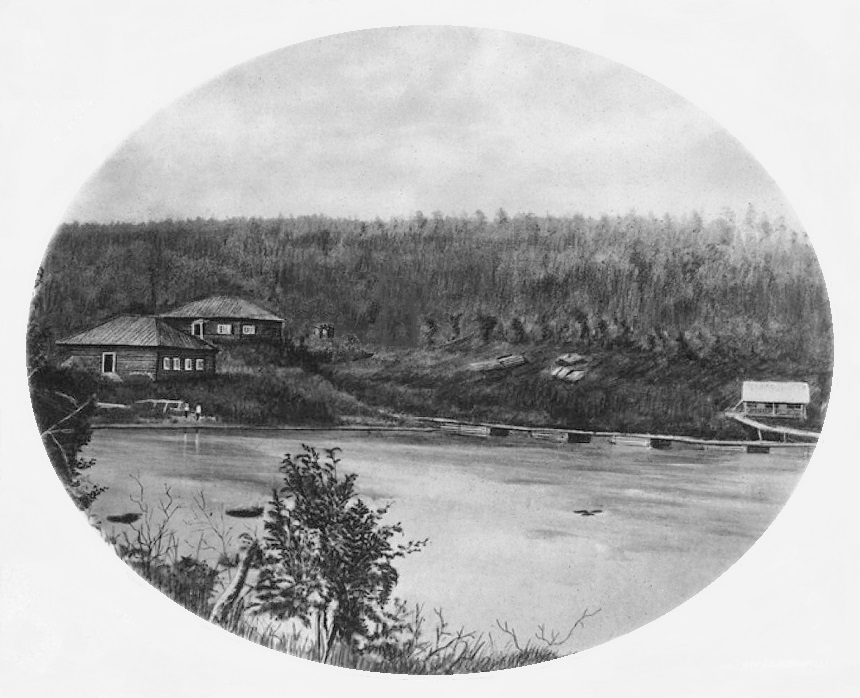
Пост в Императорской гавани. 1860-е. Фотография В. В. Ланина

Сове́тская Га́вань — город в Хабаровском крае России, административный центр Советско-Гаванского района. Образует городское поселение город Советская Гавань
Расположен на берегу одноимённого залива, являющегося в свою очередь частью Татарского пролива. Вместе с пригородной зоной (посёлки Лососина, Майский и Заветы Ильича) образует единственную на побережье Татарского пролива Совгаванско-Ванинскую агломерацию с общим населением около 58 тысяч человек.

## Физико-географическая характеристика

### Географическое положение
Город расположен на берегу залива Советская Гавань (Татарский пролив), в 581 км от Хабаровска, в 10 км от порта Ванино — одного из крупнейших российских портов на Тихом океане. Находится в гористой местности, в непосредственной близости располагается хребет Советский высотой до 560 м (г. Советская), отрог Сихотэ-Алиня.
Конечная точка БАМа. Железной дорогой связан с Комсомольском-на-Амуре, автомобильной трассой 08А-1 «Лидога — Ванино — Советская Гавань» город связан с автодорогой «Хабаровск — Комсомольск-на-Амуре». Действует аэропорт Май-Гатка.

## История

### Российская Империя

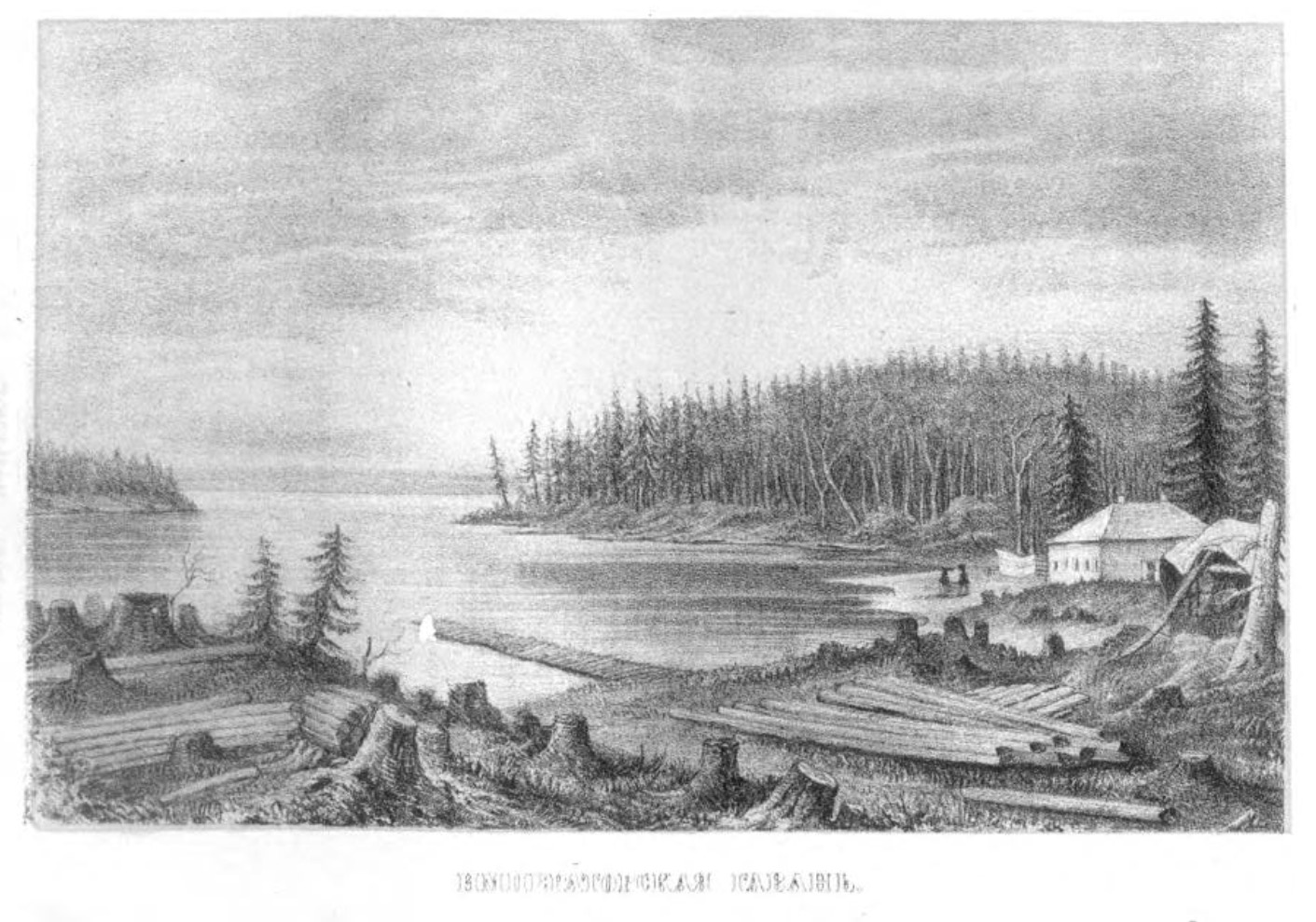
Императорская Гавань в 1867 году. Рисунок А. В. Вышеславцева

Первые сведения о некоем закрытом заливе, находившемся на побережье Татарского пролива южнее Де-Кастри, были получены участниками Амурской экспедиции весной 1852 года на озере Кизи от местных орочей, которые именовали залив Ходьё или Ходжо. Впоследствии в русском языке за ним закрепилось искажённое название Хаджи. Залив сразу заинтересовал командующего Амурской экспедицией Г. И. Невельского как потенциальная база военно-морского флота, где корабли смогли бы укрыться от возможного нападения со стороны вражеского флота. Последнее, с учётом осложнения русско-английских отношений и возросшей активности британского флота на Дальнем Востоке, было вполне реально. Сначала рассматривалось два пути поиска Хаджи — сухопутный (через стекающие с Сихотэ-Алиня и впадающие в залив реки) и морской; из-за рискованности первого пути Невельской выбрал второй.
Первооткрывателем залива Хаджи стал лейтенант Российского императорского флота Н. К. Бошняк, посланный Невельским для поиска морского пути к заливу. Его сопровождали три спутника — два казака и якут-переводчик. Произошло это 23 мая (4 июня) 1853 года. На берегах залива Бошняк насчитал около 50 орочей, которые проживали в 10 жилищах, разбросанных в 5 местах по берегам бухт залива. Первооткрыватель назвал залив гаванью Императора Николая I (впоследствии название сократилось до Императорская Гавань). Бухтам залива он дал имена членов императорской фамилии. Такое решение было принято им сознательно в связи с тем, что многие приближённые Николая I, в частности министр иностранных дел К. В. Нессельроде, отрицательно относились к исследованию новых дальневосточных территорий. На одном из мысов, названным впоследствии в честь Великой княжны Анастасии, был установлен деревянный крест, на котором была закреплена доска с надписью: «Гавань Императора Николая открыта, и глазомерно описана Лейтенантом Бошняком 23 мая 1853 года, на туземской лодке, со спутниками казаками Семёном Парфентьевым, Киром Белохвостовым, амгинским крестьянином Иваном Мосеевым». Местным орочам было вручено официальное письмо на русском, немецком и французском языках, в котором указывалось, что Императорская гавань принадлежит России.
4 (16) августа 1853 года в Императорскую Гавань прибыл на транспорте «Байкал» сам Невельской, пожелавший лично участвовать в создании первого русского поселения в новооткрытом заливе. По его распоряжению в одной из бухт (Бошняк назвал её Константиновской, впоследствии она получила имя Постовой) был выставлен «военный Его Императорского Высочества генерал-адмирала великого князя Константина пост» во главе с урядником Д. Хороших. 7 октября 1853 года в гавань вновь прибыл Н. К. Бошняк, назначенный Невельским первым начальником Константиновского поста.
На зиму 1853—1854 годов в заливе остались зимовать команды транспортов «Иртыш» и «Николай I», всего около 90 человек. Первая зимовка русских в Императорской гавани была трагичной: от плохого питания, холода и цинги в Константиновском посту и на судах умерло 29 человек. Невельской же, в свою очередь и приказавший устроить эту малоподготовленную зимовку, позже пытался переложить вину за гибель людей на Н. В. Буссе (который якобы не поделился продуктами и не заменил больных из экипажа транспорта «Иртыш», когда тот был на рейде поста Муравьёвский). С этой целью он самолично внёс изменения, обвинявшие начальника поста как бы от лица лейтенанта Бошняка, в воспоминания последнего, опубликованные в «Морском сборнике» (№ 10 за 1859 год). Как выяснилось вскоре, редакция журнала поручила Невельскому лишь «просмотреть статью г. Бошняка и сказать о ней свое мнение» (№ 2 за 1860 год). Н. В. Буссе в письме редактору, напечатанном в № 7 за 1860 год, изложил свою, полностью оправдывающего его, версию событий, представив в качестве доказательства подлинник рапорта командира «Иртыша». Однако, спустя много лет свои измышления Невельской изложил уже в главе XXIV книги «Подвиги русских морских офицеров на крайнем востоке России» (издана посмертно в 1878 году и, благодаря авторитету автора, до сих пор считается достоверным источником информации).
В 1887 году в память о погибших был установлен памятный знак, впоследствии его местоположение менялось четыре раза. В 2016 году в посёлке Заветы Ильича был установлен новый памятник погибшим от цинги, на котором они перечислены поимённо.
22 мая 1854 года в гавань зашел фрегат «Паллада», а также встретившая «Палладу» у входа в Татарский пролив паровая шхуна «Восток». Командир «Востока» доставил находившемуся на «Палладе» вице-адмиралу Е. В. Путятину официальное сообщение о том, что Англия и Франция объявили войну России: от прибывших судов о начале Крымской войны узнали и на Константиновском посту. В окрестностях бухты Постовой был вырублен лес, началось возведение двух батарей, чтобы в случае необходимости отразить нападение вражеского флота, который мог появиться в любое время. Строительством батарей руководил лично Путятин. Ему помогал старший артиллерист «Паллады» подполковник К. И. Лосев, который вместе с матросами возводил брустверы с амбразурами, оборудовал места для стоянки орудий.
28 июня 1854 года «Паллада» покинула Императорскую гавань, планируя через Амурский лиман прибыть в Николаевск. После неудачных попыток сделать последнее «Паллада» в конце сентября 1854 года вернулась в гавань на зимовку, где её охраняла команда из 10 человек во главе с боцманом В. Синицыным. В марте 1855 года в бухту Постовую прибыл новый начальник Константиновского поста, участник Амурской экспедиции прапорщик Д. С. Кузнецов, который принял пост у В. Синицына.
Весной 1856 года по приказу начальника сухопутных и морских сил Амурского края В. С. Завойко фрегат «Паллада» был затоплен, дабы он не достался противнику. После этого Константиновский пост был снят, его начальник Д. С. Кузнецов с подчинёнными покинул Императорскую Гавань.
В мае 1856 года, уже после окончания Крымской войны, в оставленную русскими Императорскую гавань зашла британская эскадра: пароход «HMS Barracouta», фрегаты «HMS Pique» и «HMS Sybille». Эскадра пробыла в заливе около десяти дней, перед уходом англичане сожгли все строения Константиновского поста. В середине июля 1856 года британцы вновь вернулись для того, чтобы составить карту побережья залива. Сам залив получил название «Гавань Барракуды» (англ. Barracouta Harbour) — в честь британского парохода. Многие другие географические объекты также получили английские названия, в основном в честь членов экипажа «Барракуды».
В 1857 году Константиновский пост был восстановлен и работал до 1903 года.
2 (14) ноября 1860 года был подписан Пекинский договор, который официально закрепил за Россией земли к востоку от реки Амур, в том числе и территорию Императорской Гавани. До этого Императорская Гавань, по условиям Айгунского и последующих договоров, находилась на территории Китая.
В конце XIX века на мысе Святителя Николая при входе в залив, был построен Николаевский маяк, один из старейших на тихоокеанском побережье России. После революции большевики переименовали мыс и маяк в «Красный Партизан» в память о большевистских партизанах, расстрелянных здесь в гражданскую войну. Неподалёку от маяка также был установлен монумент.
Активно осваиваться территория современного города начала в 1900-х годах в связи с деятельностью лесозаготовителей и рыбопромышленников. В начале октября 1906 г. инженер Пюльккенен выиграл торги на продажу 2 млн бревен из района бухты Терней (в том числе и из Императорской Гавани), заключивший с Управлением государственных имуществ контракт на 4 года и начавший строительство лесозавода в Императорской Гавани. Однако лиственничные доски, которые Пюльккенен попытался продать в Шанхае, оказались низкого качества, и их продажа не оправдала затрат предпринимателя на устройство лесозавода. Это заставило Пюльккенена отказаться от концессии, передав её английскому «Восточному лесопромышленному обществу» (Oriental Timber Corporation Ltd). В 1907 году австралийский предприниматель Гарольд Крофтон Слэй, был командирован «Восточным лесопромышленным обществом» в Императорскую Гавань, где купил у Пюльккенена лесоперерабатывающий паровой завод и заготовленную древесину. Кроме этого, Слэй заключил контракт на вывоз ещё 400 000 брёвен из Императорской Гавани в течение трёх лет. Общество затратило более 300 тыс. руб. на обустройство концессии: на эти деньги на берегах бухты Окоча были построены административные здания и жилые дома. К 1910 году общие затраты общества на предприятие в Императорской Гавани составили более одного миллиона рублей, из которых 517,5 тысячи рублей было истрачено на заработную плату рабочим. Австралийцы вывезли из Императорской гавани всего около 230 тысяч бревен, не покрыв при этом и 33 % расходов. В связи с этим в 1911 году Слэй возбудил ходатайство о продлении контракта по заготовке брёвен до 12 лет и полной легализации производственной деятельности «Восточного лесопромышленного общества» в России. Однако российская администрация не удовлетворила его прошения, после чего австралийцы отказались вести дело на прежних условиях.
В конце августа 1908 года Императорскую Гавань посетил, в рамках Юбилейной экспедиции Приамурского отдела ИРГО, В. К. Арсеньев. Одной из важнейших задач экспедиции было отыскание кратчайшего летнего пути от Хабаровска до Императорской Гавани. Также на экспедицию возлагалось описание и определение площади пригодных для переселения участков, топографирование их, определение состава и глубины почв, сбор статистических сведений о населенности района, выяснение наличия дорог, троп и других путей сообщения. Важной задачей были и этнографические исследования, в первую очередь изучение удэгейцев и орочей. Участники экспедиции пробыли в гавани около двух недель на отдыхе, после чего покинули её. Экспедиция вернулась в гавань летом 1909 года. В период с августа по октябрь 1909 года Арсеньев обследовал бассейны окрестных рек Хадя, Тутто, Ма, Уй и Чжуанка.
К 1912 году вокруг лесозавода было образовано селение, получившее название Знаменское. Оно состояло из трёх поселений, расположенных по берегам бухт Маячная, Японская (сейчас бухта Курикша) и Концессия (сейчас бухта Окоча).
27 октября 1914 года в Знаменском (на тот момент оно входило в состав Кхуцинской волости Ольгинского уезда Приморской области) было открыто почтово-телеграфное отделение с приёмом внутренних и международных телеграмм. Была протянута телеграфная линия от Де-Кастри до Императорской Гавани.

### Гражданская войнаи установлениеСоветской власти

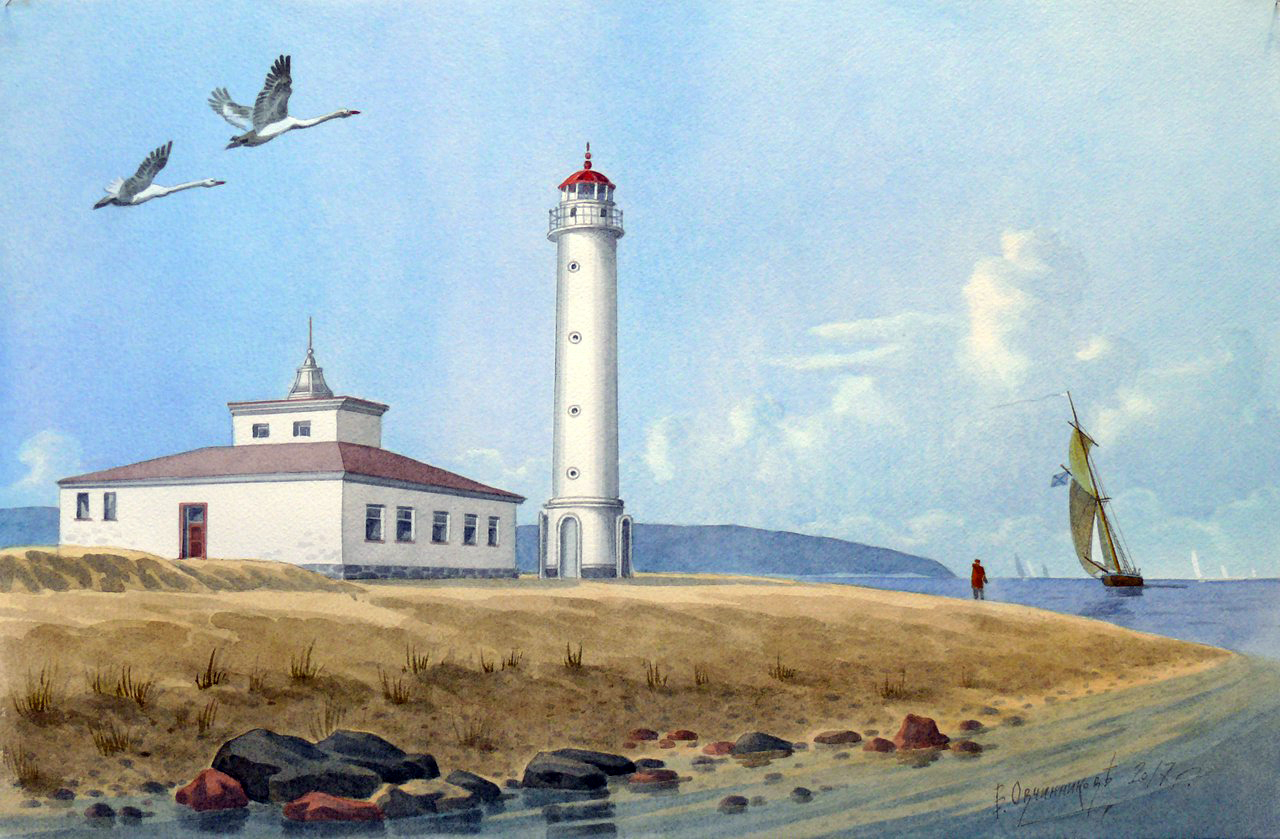
«Маяк Песчаный. Тихоокеанское побережье».
Картина В. И. Овчинникова

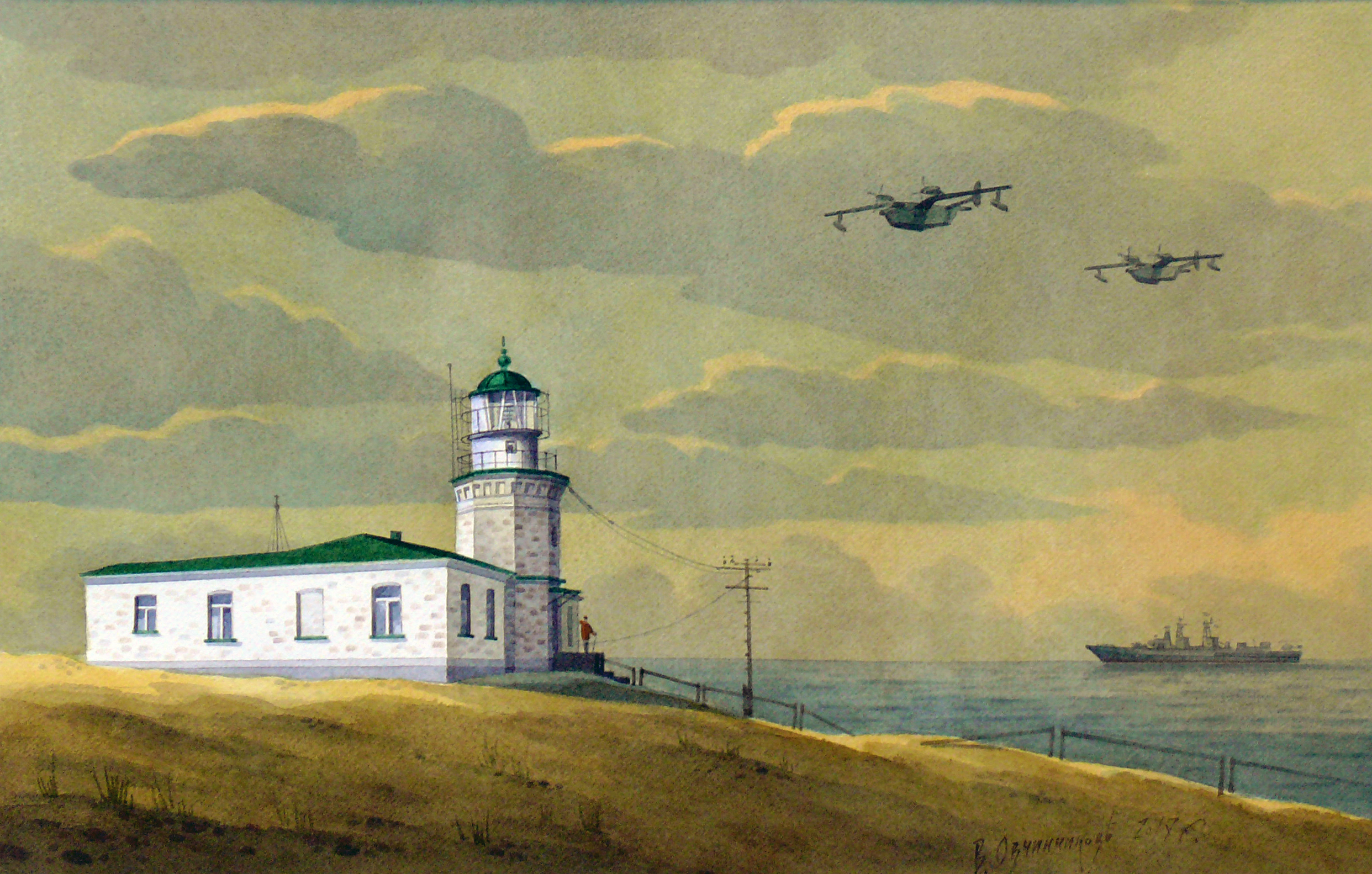
«Маяк Красный Партизан» (Николаевский).
Картина В. И. Овчинникова

В 1919 году в районе Императорской Гавани функционировали четыре рыбных промысла под управлением русских предпринимателей — в бухте Лососина, в бухте Ольга, в бухте Александра (ныне Северная) и у полуострова Меншикова, а также вышеупомянутая австралийская концессия в бухте Окоча. Функционировали два маяка с обслугой: Николаевский маяк на мысе Святого Николая и ещё один маяк у входа в залив.
5 апреля 1919 года в Императорскую Гавань вступил партизанский отряд под командованием Петра Курикши. Партизаны арестовали местных полицейских, захватили австралийскую концессию, расстреляли нескольких человек из администрации и предпринимателей. Начальнику местного почтового отделения удалось запросить по телеграфу помощь, и в мае 1919 года из Владивостока прибыл пароход «Взрыватель». С него высадился белогвардейский десант, который, после непродолжительного боя, выбил красных. Пётр Курикша и партизаны его отряда (его костяк составили служащие Николаевского маяка) были расстреляны белогвардейцами возле этого маяка: в 1926 году маяк получил новое имя «Красный партизан»).
6 апреля 1920 года на территории русского Дальнего Востока была провозглашена Дальневосточная республика, в состав которой вошла и Приморская область, а с ней и Императорская Гавань. Однако фактически гавань продолжила оставаться по контролем белогвардейцев, не признававших ДВР.
В апреле 1922 года из Ольги в село Знаменское прибыл 1-й экспедиционный партизанский отряд красных под командованием В. С. Колесниченко в количестве 45 человек. Штаб отряда разместился в здании почтово-телеграфного опорного пункта. Был проведён сход жителей села, на котором большинство жителей Знаменского потребовали ухода отряда, однако Колесниченко и комиссару отряда Г. П. Харчуку удалось переубедить жителей. В Императорской Гавани была установлена Советская власть, а сама Гавань приказом по партизанскому отряду была переименована в Советскую.
На протяжении 1922 года отряд Колесниченко оборонял побережье гавани от белогвардейцев. Первое столкновение произошло с началом навигации, в конце мая: корабль белых был вынужден уйти, не вступая в бой. Затем последовали столкновения с отрядами белых возле сёл Знаменское, Гроссевичи, у казимировских бараков. В конце сентября 1922 года белые высадили в Советской Гавани десант, под ударами которого отряд Колесниченко отошёл из Советской Гавани на соединение с основными силами партизан. В итоге партизанам удалось разбить белый десант на реке Самарга. Это была последняя попытка белых установить контроль над Советской Гаванью, после её провала в городе была окончательно установлена Советская власть.

### Советский период

#### 1920-е годы
15 ноября 1922 года ДВР была ликвидирована. Составлявшие её территории вошли в состав РСФСР как Дальневосточная область. Приморская область, в составе которой оставалась Императорская Гавань, была преобразована в Приморскую губернию с центром во Владивостоке.
19 февраля 1923 года вышло Постановление ВЦИК, согласно которому гавани было официально присвоено имя Советская. В том же 1923 году был образован Знаменский сельский совет. К этому времени Знаменское было довольно крупным селом, в нём было около 80 домов.
В 1925 году в составе Приморской губернии был образован Советский район с центром в Знаменском.
В 1926 году на Дальнем Востоке была проведена административно-территориальная реформа. Приморская губерния, вместе с тремя другими губерниями, была упразднена и вошла в состав новообразованного Дальневосточного края (ДВК). Край был разделён на округа, одним из которых был Хабаровский округ — в состав последнего был включён Советский район.
В 1927 году по маршруту Советская Гавань — Хабаровск прошла комплексная экспедиция Дальневосточного переселенческого управления под руководством В. К. Арсеньева, которая занималась изысканием трассы для железной дороги между этими городами.

#### Рабочий посёлок Советская Гавань (1930—1941)
В 1930-е года село Знаменское было преобразовано в рабочий посёлок Советская Гавань. В том же году Хабаровский округ был упразднён, а Советский район, переименованный в Советско-Гаванский, отошёл в прямое подчинение ДВК. К этому времени в посёлке были созданы четыре рыбокомбината, три рыболовецких колхоза, Советский леспромхоз, Советско-Гаванский лесозавод, национальный колхоз «Ороч». В 1932 году вышел первый номер городской газеты «Советско-Орочская Звезда» (позже получившей название «Советская Звезда»).
20 октября 1932 года в составе ДВК была образована Приморская область с центром во Владивостоке. Советско-Гаванский район вошёл в её состав.
В 1933 году на берегу бухты Лососина был основан рыбокомбинат «Совгавань», позже реогранизованный в Совгаванскую базу океанического рыболовства (СБОР). СБОР было одним из крупнейших промысловых предприятий СССР — на ней работало до 3 тысяч человек. С 1969 года, после выделения из городской черты посёлка Лососина, СБОР располагается на его территории.
В 1934 году началось строительство завода № 263, позже получившего название Северный судоремонтный завод (ССРЗ). В 1937 году строительство было завершено, тогда же на заводе был отремонтирован первый пароход. Было начато строительство мелькомбината, Дальневосточной электростанции специального назначения, морского порта.
В 1934 году в Советской Гавани, бывшей тогда пограничным городом (на другом берегу Татарского пролива была японская часть Сахалина), начал создавать укреплённый район. В этом году ввели в строй первые две береговые батареи — № 908, № 909. Они были возведены в срочном порядке, облегченного типа, с вооружением из четырёх 152-мм пушек Канэ каждая. Данные батареи не могли достаточно эффективно противодействовать артиллерийским кораблям класса тяжёлый крейсер и выше, поэтому с 1938 года на мысе Весёлый начала строиться береговая батарея № 925 калибра 180-мм.
20 октября 1938 года ДВК был разделён на Хабаровский и Приморский края. Советская Гавань, как часть Приморской области, вошла в состав Приморского края. Уже в 1939 году Приморская область была упразднена, и Советско-Гаванский район стал напрямую подчиняться краевым органам.
В 1940 году Советско-Гаванский укреплённый район был преобразован в Советско-Гаванскую военно-морскую базу Северной Тихоокеанской военной флотилии.

#### Город (с 1941)
18 января 1941 года по Указу Президиума Верховного Совета РСФСР рабочий посёлок Советская Гавань получил статус города краевого подчинения. Советский район был упразднён, с подчинением всех его административных единиц Советско-Гаванскому городскому совету.
21 мая 1943 года Государственный комитет Обороны СССР издал постановление о строительстве железнодорожной линии Комсомольск-на-Амуре (Пивань) — Советская Гавань и морского порта в бухте Ванина, который ещё предстояло построить. На строительство железной дороги вдоль реки Хунгари в предгорьях Сихотэ-Алиня были брошены тысячи заключённых сталинских исправительно-трудовых лагерей. 8 октября 1943 года Дальневосточное морское пароходство утвердило штатное расписание «портового пункта Ванино», фактическая работа Ванинского порта началась год спустя, в 1944 году. В 1945 году дорога Комсомольск — Советская Гавань была достроена. Первый пассажирский поезд пришёл в Советскую Гавань в 1947 году.
В 1946 году силами нескольких десятков тысяч заключённых было закончено строительство 500 — железнодорожной линии, соединившей Советскую Гавань с Комсомольском-на-Амуре. Первый поезд прошёл в июле 1945 года это позволило ускорить переброску войск и военных грузов на Дальневосточный фронт. В августе 1945 года в ходе военной кампании против Японии из Советской Гавани был высажен десант в порту Маока на Южном Сахалине. После присоединения Южного Сахалина к СССР надобность в береговой батарее № 925 отпала: сначала её законсервировали, а в 1972 году она была закрыта
В 1946 году в городе была образована строительная организация, началось строительство первых каменных зданий: жилых домов на центральной улице города — Приморской (ныне Ленина), школы № 1 (ныне — здание Межшкольного учебного комбината) и городской больницы (ныне — здания управления здравоохранения). На многих стройках города работали японские военнопленные. 
Значение Советской Гавани резко возросло начиная с лета 1946 года, после того, как портовые сооружения в Находке были разрушены взрывом парохода «Дальстрой». 17 февраля 1947 года вышло постановление Совета министров СССР, сделавшее Ванинский порт стал главным гражданским портом советского Дальнего Востока. Этим же постановлением порт был передан из ведения Министерства морского флота в ведение «Дальстроя».
В мае 1948 года на аэродроме 42-го авиационного полка приземлилось первое гражданское воздушное судно — самолёт ПО-2 с почтой и одним пассажиром на борту. С этого времени началось регулярное авиасообщение между Советской Гаванью и другими городами Дальнего Востока.
15 сентября 1948 года вышел Указ Президиума Верховного совета РСФСР «О передаче города Советская Гавань из Приморского края в Хабаровский край».
В 1950—1953 годах в городе находилось Управление Строительства 508, а в 1953—1954 годах — Ульминлага. К 1953 году силами заключённых была построена железнодорожная линия Советская Гавань-Сортировочная — Советская Гавань-город.
В 1954—1956 годах в Советской Гавани был построен Дом культуры, выполненный в стиле советского неоклассицизма.
5 июня 1958 года из городской черты Советской Гавани был выделен посёлок Ванино, в состав которого вошли жилой массив порта Ванино, а также жилой массив лесозавода, выделившийся в 1985 году в отдельный посёлок Токи.
29 октября 1959 года из городской черты Советской Гавани был выделен населённый пункт Дэсна, переименованный в Майский и получивший статус рабочего посёлка.
19 ноября 1959 года из городской черты Советской Гавани был выделен населённый пункт железнодорожной станции Советская Гавань-Сортировочная, переименованный в Октябрьский и получивший статус рабочего посёлка.
21 октября 1960 года из городской черты Советской Гавани был выделен населённый пункт Заветы Ильича, получивший статус рабочего посёлка.
Указом Президиума Верховного Совета РСФСР от 12 января 1965 года «Об изменениях в административно-территориальном устройстве Хабаровского края» на территории, подчинённой Советско-Гаванскому горсовету был образован Советско-Гаванский район с центром в городе Советская Гавань.
В 1966 году в городе появился краеведческий музей (ныне — районный краеведческий музей им. Н. К. Бошняка).
9 января 1969 года из городской черты Советской Гавани был выделен населённый пункт Лососина, получивший статус рабочего посёлка.
Указом Президиума Верховного Совета РСФСР от 27 декабря 1973 года «Об образовании Ванинского района в Хабаровском крае» из северной части Советско-Гаванского района был образован Ванинский район. С тех пор границы города и района не менялись.
В 1980-х годах было начато осуществление ряда амбициозных проектов по строительству в городе новых крупных судостроительных предприятий преимущественно военного назначения. В частности, планировалась постройка крупнейшего в СССР судостроительного завода «Паллада» (по названию затопленного в заливе Советская Гавань парусного фрегата), ориентированного на постройку атомных авианосцев, а также ряда вспомогательных производств (завод «Прибой»). В связи с этим, планировалось значительное расширение города с увеличением его населения до 220 тысяч человек, что сделало бы Советскую Гавань третьим городом в крае по числу жителей после Хабаровска и Комсомольска-на-Амуре. Для осуществления данных работ в 1981-м году в городе образовано управление строительства № 106. За 10 лет были выполнены глобальные ландшафтные работы и начато строительство жилых и производственных помещений, однако из-за распада СССР и последовавшего экономического кризиса проект был свёрнут.

### Российская Федерация
В начале 1990-х годов в Советской Гавани было создано первое совместное российско-японское предприятие по переработке древесины «Ванино-Тайрику».
В 1993 году в советско-гаванский порт зашло первое судно под иностранным флагом; до этого порт имел статус закрытого.
В 1997 году первую продукцию, получившую международный сертификат качества, выпустило рыбоперерабатывающее предприятие ООО «Востокрыба».
В 1999 году началось строительство автомобильной трассы Лидога — Ванино, которая должна связать город и другие населённые пункты района залива со всероссийской автотранспортной сетью. В 2001 году по трассе было открыто сквозное автомобильное движение. Строительство закончено 30 октября 2017 года.
В 2000 году порт «Советская Гавань» получил статус международного. В том же году судоремонтные предприятия приступили к выполнению заказов по модернизации оборудования, используемого при освоении нефтяного шельфа острова Сахалин.
22 июля 2002 года было окончательно признано банкротом одно из двух градообразующих предприятий города — Северный судоремонтный завод.
С 2003 по 2005 годы в городе открылся филиал Комсомольского-на-Амуре судостроительного завода — завод «Паллада», была отремонтирована нефтебуровая вышка «Орлан». Возобновил выпуск строительных материалов завод ЖБИ, начато производство строительного камня на базе карьера «Советский».
До 2004 года весь район составлял единое муниципальное образование «Город Советская Гавань с Советско-Гаванским районом». В соответствии с Законом Хабаровского края от 28 июля 2004 года № 208 «О наделении поселковых, сельских муниципальных образований статусом городского, сельского поселения и об установлении их границ» в каждом населённом пункте района было создано отдельное муниципальное образование. Город стал административным центром и единственным населённым пунктом Городского поселения «Город Советская Гавань».
В ноябре 2007 года в городе открылся первый в Хабаровском крае частный рыборазводный завод мощностью 15 млн мальков лососёвых в год.
31 декабря 2009 года было подписано Постановление Правительства РФ о создании в порту Советская Гавань портовой особой экономической зоны (ПОЭЗ). ПОЭЗ просуществовала семь лет, за это время на её территории так и не было зарегистрировано ни одного резидента. В итоге, согласно Постановлению Правительства РФ от 28 сентября 2016 года № 978, существование Советско-Гаванской ПОЭЗ было прекращено.
В 2012 году был подписан указ Президента Российской Федерации, предполагавший строительство на Дальнем Востоке нескольких новых электростанций, в том числе и Совгаванской ТЭЦ, призванной заменить устаревшую Майскую ГРЭС и малоэффективные городские котельные, а также решить проблему с отсутствием в домах горожан горячей воды в летний период. В июне 2013 года ПАО «РусГидро» учредило АО «ТЭЦ в г. Советская Гавань», а в декабре 2014 года началось бетонирование фундаментов под каркас главного корпуса строящейся ТЭЦ. В дальнейшем строительство ТЭЦ шло со значительным отставанием от графика — в частности, из-за произошедшей в конце 2015 года сменой генерального проектировщика.
4 июля 2018 года президент В. В. Путин подписал законопроект о распространении на Советско-Гаванский район режима Свободного порта Владивосток. В августе того же года первую заявку на статус резидента свободного порта в Совгавани подало ООО «Бункер — Порт», которое было намерено реконструировать инфраструктуру порта Советская Гавань.
В октябре 2019 года был продан в Приморье последний док судоремонтного завода «Якорь». Таким образом, судоремонт в Советской Гавани полностью прекратил своё существование.
9 сентября 2020 года состоялся пуск ТЭЦ. Городские власти связывают с завершением строительства электростанции надежды на привлечение в Советскую Гавань новых инвесторов.

## Часовой пояс
Советская Гавань находится в часовом поясе, обозначаемом по международному стандарту как Vladivostok Time Zone (VLAT/VLAST). Смещение относительно Всемирного координированного времени UTC составляет +10:00. Смещение относительно Московского времени (MSK/MSD) составляет +7:00.

## Климат
Город Советская Гавань приравнен к районам Крайнего Севера.
Климат умеренный, муссонный. Зима холодная и снежная, в то же время лето прохладное, дождливое. На побережье Татарского пролива и залива Советская Гавань часты туманы.
| Показатель                                           | Янв.  | Фев.  | Март  | Апр.  | Май  | Июнь | Июль | Авг. | Сен. | Окт.  | Нояб. | Дек.  | Год   |
| ---------------------------------------------------- | ----- | ----- | ----- | ----- | ---- | ---- | ---- | ---- | ---- | ----- | ----- | ----- | ----- |
| Абсолютный максимум, °C                              | 2,6   | 9,8   | 15,3  | 25,1  | 31,8 | 35,1 | 34,2 | 35,8 | 30,2 | 27,1  | 16,5  | 9,4   | 35,8  |
| Средний суточный максимум, °C                        | −10,5 | −7,6  | −1,2  | 6,1   | 12,2 | 17,6 | 20,5 | 22,2 | 18,5 | 11,1  | 0,2   | −8,1  | 6,8   |
| Средняя температура, °C                              | −15,6 | −13,5 | −6,6  | 1,0   | 6,2  | 11,1 | 14,8 | 17,0 | 13,0 | 5,7   | −4,4  | −12,6 | 1,3   |
| Средний суточный минимум, °C                         | −20,2 | −19   | −11,8 | −2,8  | 2,2  | 6,9  | 11,2 | 13,4 | 8,8  | 1,6   | −8,3  | −16,8 | −2,9  |
| Абсолютный минимум, °C                               | −38,7 | −38,6 | −33,1 | −26,4 | −9,5 | −3   | −0,4 | 1,9  | −1,7 | −14,7 | −31,3 | −38,4 | −38,7 |
| Норма осадков, мм                                    | 28    | 26    | 49    | 55    | 70   | 63   | 86   | 114  | 100  | 96    | 48    | 38    | 771   |
| Температура воды, °C                                 | −1,2  | −1    | −0,8  | 0,2   | 5,0  | 10,0 | 13,2 | 15,5 | 13,8 | 8,7   | 2,6   | −1,1  | 5,4   |
| Источник: ФГБУ "ВНИИГМИ-МЦД", ЕСИМО, Погода и климат |       |       |       |       |      |      |      |      |      |       |       |       |       |

## Население
| \| 1926[40] \| 1931[41] \| 1933[42] \| 1939[43] \| 1959[44] \| 1967[41] \| 1970[45] \| 1979[46] \| 1989[47] \| \| -------- \| -------- \| -------- \| -------- \| -------- \| -------- \| -------- \| -------- \| -------- \| \| 169 \| ↗4000 \| ↗6200 \| ↗11 853 \| ↗37 414 \| ↘26 000 \| ↗28 455 \| ↗28 992 \| ↗34 915 \| \| 1992[41] \| 1996[41] \| 1998[41] \| 2000[41] \| 2001[41] \| 2002[48] \| 2003[41] \| 2005[49] \| 2006[49] \| \| ↗35 500 \| ↘33 600 \| ↘32 200 \| ↘30 900 \| ↘30 600 \| ↘30 480 \| ↗30 500 \| ↘29 819 \| ↘29 634 \| \| 2007[49] \| 2008[49] \| 2009[50] \| 2010[51] \| 2011[52] \| 2012[53] \| 2013[54] \| 2014[55] \| 2015[56] \| \| ↘29 100 \| ↗29 247 \| ↘28 739 \| ↘27 712 \| ↘27 671 \| ↘27 145 \| ↘26 642 \| ↘26 174 \| ↘25 763 \| \| 2016[57] \| 2017[58] \| 2018[59] \| 2019[60] \| 2020[61] \| 2021[62] \| 2023[63] \| 2024[64] \| 2025[2] \| \| ↘25 147 \| ↘24 671 \| ↘24 249 \| ↘23 816 \| ↘23 550 \| ↗24 231 \| ↘23 841 \| ↘23 487 \| ↘23 232 \| 10 000 20 000 30 000 40 000 1926 1967 1996 2003 2009 2014 2019 2025 |         |         |         |         |         |         |         |         |
| 1926 | 1931    | 1933    | 1939    | 1959    | 1967    | 1970    | 1979    | 1989    |
| 169 | ↗4000   | ↗6200   | ↗11 853 | ↗37 414 | ↘26 000 | ↗28 455 | ↗28 992 | ↗34 915 |
| 1992 | 1996    | 1998    | 2000    | 2001    | 2002    | 2003    | 2005    | 2006    |
| ↗35 500 | ↘33 600 | ↘32 200 | ↘30 900 | ↘30 600 | ↘30 480 | ↗30 500 | ↘29 819 | ↘29 634 |
| 2007 | 2008    | 2009    | 2010    | 2011    | 2012    | 2013    | 2014    | 2015    |
| ↘29 100 | ↗29 247 | ↘28 739 | ↘27 712 | ↘27 671 | ↘27 145 | ↘26 642 | ↘26 174 | ↘25 763 |
| 2016 | 2017    | 2018    | 2019    | 2020    | 2021    | 2023    | 2024    | 2025    |
| ↘25 147 | ↘24 671 | ↘24 249 | ↘23 816 | ↘23 550 | ↗24 231 | ↘23 841 | ↘23 487 | ↘23 232 |

На 1 января 2025 года по численности населения город находился на 597-м месте из 1124 городов Российской Федерации.
Национальный состав
Подавляющее большинство населения — русские. Из национальных меньшинств наиболее многочисленны китайцы и орочи, также проживают корейцы, армяне, азербайджанцы, татары.

## Местное самоуправление
Представительным органом населения города является Совет депутатов городского поселения «Город Советская Гавань». Совет депутатов избирается населением на пять лет на основе всеобщего, равного и прямого избирательного права при тайном голосовании. Последние выборы состоялись 8 сентября 2018 года, в состав совета избрано 19 депутатов, из них 13 — впервые. Действующий (с 2018 года) председатель Совета депутатов — Ольга Александровна Глебова. Большинство в городском Совете депутатов составляют представители партии ЛДПР и активисты местного общественного движения «Нет углю».

### Главы города
С 1941 по 1991 годы номинальным высшим исполнительным органом власти в городе был горисполком. Его председателями были:
- В. Н. Быков (5-14 апреля 1941) — и. о. председателя горисполкома как председатель Советского райисполкома;
- Дмитрий Трифонович Палащенко (14 апреля 1941 — сентябрь 1942) — заместитель председателя, и. о. председателя горисполкома;
- Константин Илларионович Ярославов (сентябрь 1942 — сентябрь 1943) — и. о. председателя горисполкома;
- Дмитрий Трифонович Палащенко (сентябрь 1943 — август 1946);
- Георгий Васильевич Масюков (август 1946 — декабрь 1947);
- Сергей Яковлевич Ягодинец (декабрь 1947—1950);
- Иван Павлович Николаенко (1950—1954);
- Георгий Ильич Кудлай (1954-7 июля 1960);
- Иван Иванович Быков (7 июля 1960 — 25 июня 1971);
- Николай Максимович Олейник (25 июня 1971—1977);
- Виталий Михайлович Алексеев (1977—1979);
- Павел Александрович Лукашевич (1979—1987);
- Николай Ильич Гераськин (1987—1990);
- Павел Александрович Лукашевич (1990—декабрь 1991)[70][71]

Однако фактическая власть находилась в руках первого секретаря городского комитета ВКП(б)/КПСС. Этот пост занимали:
- Иван Павлович Николаенко (1954—1955)[71]
- Николай Николаевич Крапивный (?-?)[72][уточнить ссылку]
- Анатолий Васильевич Васин (1972—1983)[73]
- Леонид Александрович Иванюта (1983—1990)[74]
- Александр Павлович Громов (1990—1991)

В 1991—2004 годах существовало единое муниципальное образование «Город Советская Гавань с Советско-Гаванским районом». Его возглавляли:
- Павел Александрович Лукашевич (декабрь 1991 — 10 ноября 1995)
- Станислав Николаевич Кузьменко (10 ноября 1995—1996) — и. о. как первый заместитель главы администрации[75].
- Юрий Леонидович Григорьев (1996—2000)
- Валерий Фёдорович Шевчук (2000—2004)

Отдельное городское поселение «Город Советская Гавань» создано в 2004 году после проведения муниципальной реформы в России. Его возглавляли:
- Юрий Леонидович Григорьев (2004—2009)
- Павел Юрьевич Боровский (2009—2022)[76].
- Владимир Владимирович Чуришка (врио, 2022—2023)[77]
- Дмитрий Эдуардович Чайка (с 2023)[78]

### Председатели городского совета
До 1990 года главой Советско-Гаванского городского совета был председатель горисполкома. В 1990 году был учреждён отдельный пост председателя совета, который занимали:
- Леонид Александрович Иванюта (1990—1992)[74]
- Юрий Леонидович Григорьев (1992—1994)[79]

Современный Совет депутатов города Советская Гавань учреждён в 2004 году. Его председателями были:
- Людмила Николаевна Несмиянова (2013—2018)
- Ольга Александровна Глебова (с 2018)[80]

## Административное деление
Официально деления города на районы не существует, однако сложилось неофициальное деление. Город чаще всего подразделяют на 11 жилмассивов:
- Центр (в просторечии также именуется просто Город, Совгавань, жилмассив ССРЗ МО СССР «Северный», так же в центре располагалась пищевая и текстильная промышленность)
- Моргородо́к (входит в центральную часть города, жилмассив СРЗ ММФ (1 завод))
- Око́ча (назван по имени рек Большая и Малая Окоча)
- Первый район (В Советское время ЖД вокзал и подсобные хозяйства предприятий)
- Третий район (ТЭЦ)
- Четвёртый микрорайон (планировался как самый крупный район города с высотными домами, школой и 2 детскими садами, в настоящее время представляет собой три пятиэтажных дома и поликлиники)
- Пятый ква́ртал (реже произносится Пятый кварта́л)
- Кури́кша (назван в честь Петра Курикши — командира одного из двух партизанских отрядов, установивших советскую власть в районе)
- Сорок второй (Радиоламповый завод), также Авиационная (назван по названию одной из улиц района, которая, в свою очередь, названа в честь находящегося в этом районе старого аэропорта, в старом аэропорту ранее дислоцировался 42-й авиаполк
- Мельница или «Мелькомбинат» (ранее действовало одно из крупных предприятий — Хлебокомбинат)
- Лесозавод-20 (также Посёлок Лесозавода, в просторечии — Двадцатка; назван в честь объекта № 20 (промзоны), на который в советское время выводились заключённые находящейся в городе ИТК-5 (в настоящее время ФГУ «Исправительная колония № 5»))

Ранее в черту Советской Гавани также входили следующие населённые пункты: Ванино (до 1958 года, с 1973 года — административный центр Ванинского района), Октябрьский (до 1959 года), Майский (до 1959 года — под названием Дэсна), Заветы Ильича (до 1960 года), Лососина (до 1969 года), Гатка (до 1972 года).

## Экономика

### Энергетика

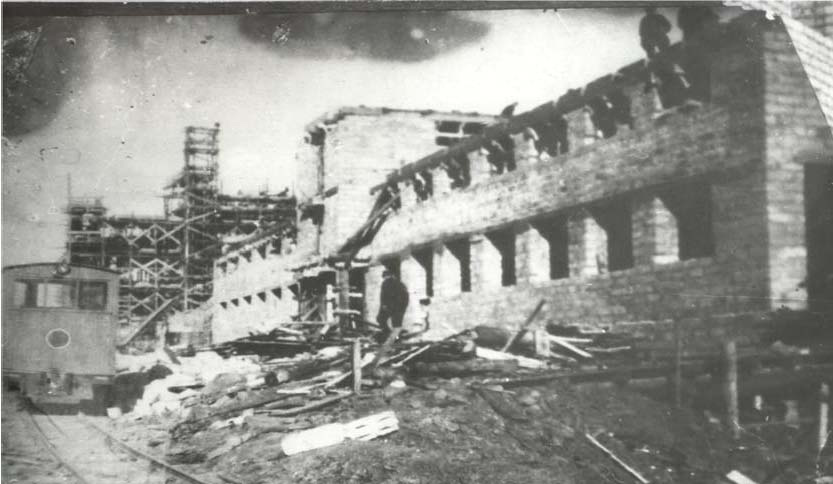
Строительство Майской ГРЭС. 1930-е годы

Электроэнергия для города и прилегающих населённых пунктов вырабатывается Майской ГРЭС (до 1971 года — ГЭС ДЭСНА, Дальневосточная электростанция специального назначения), строительство которой началось в 1935 году. Также в городе работают 27 котельных на мазутном топливе. Первый турбогенератор и два котла ГРЭС были запущены в 1938 году; на тот момент мощность станции составляла 3 МВт. Первоначально станция обеспечивала электроэнергией базы подлодок, позже её энергия начала использоваться на другие нужды. В 1983 году установленная мощность станции составила 81 МВт. Современная мощность Майской ГРЭС — 90,2 МВт. Агрегаты станции давно выработали свои ресурсы.
В 1992 году была введена в эксплуатацию ЛЭП 220 кВ Комсомольск-на-Амуре — Селихино — Ванино, которая включила Советско-Гаванский и Ванинский районы в единую энергосистему Хабаровского края, что позволило значительно снизить нагрузку на Майскую ГРЭС. Появилась возможность вывести в резерв газотурбинные установки и значительно сократить нагрузку на паротурбинную часть станции, которая к этому времени уже нуждалась в ремонте и модернизации.
С 2013 года в городе велось строительство теплоэлектроцентрали энергетической мощностью в 126 МВт. и тепловой мощностью 200 Гкал/ч. Торжественная церемония её пуска состоялась 9 сентября 2020 года. Предполагается, что в будущем от Комсомольска-на-Амуре будет протянута вторая ЛЭП-220, а Майская ГРЭС будет остановлена.
Подача горячей воды в Советской Гавани завязана с подачей отопления, в связи с чем с мая-июня по ноябрь в городе отсутствует горячая вода. Для решения этой проблемы необходима модернизация системы водоснабжения в домах города.

### Промышленность

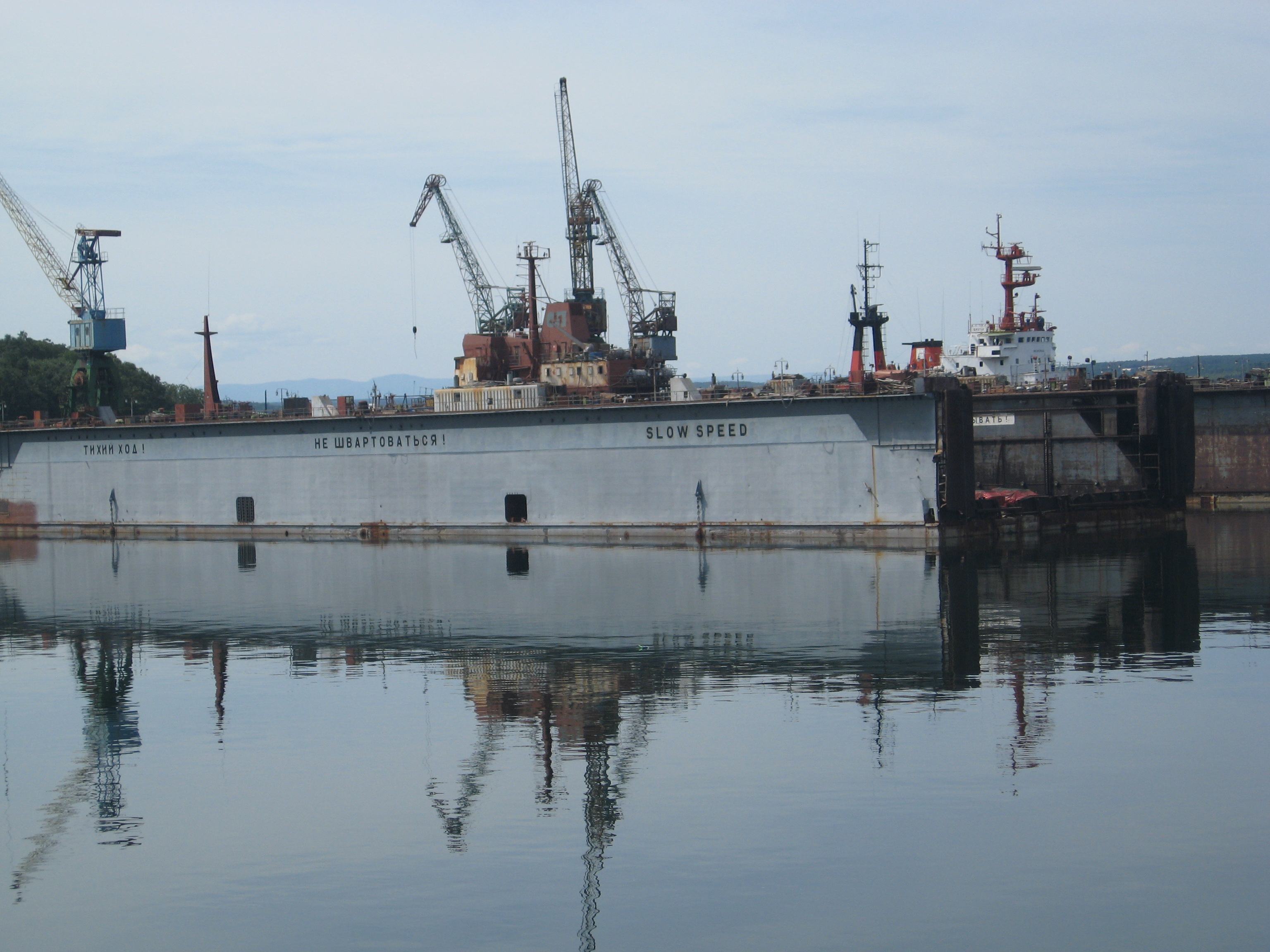
Док Судоремонтного завода "Якорь". Фото 2010 года

В советское время основой экономики города был судоремонт. В городе работало два крупных завода по ремонту судов — Северный судоремонтный завод (ССРЗ) и Первый судоремонтный завод Министерства морского флота СССР (СРЗ ММФ). Также была развита добыча и переработка рыбы, местный рыбзавод производил значительную долю от продукции всего края.
В 1990-е годы оба судоремонтных завода были преобразованы в открытые акционерные общества — ОАО «Северный судоремонтный завод» и ОАО «Судоремонтный завод „Якорь“», образованное на основе СРЗ ММФ. Однако эта мера не спасла предприятия от последствий экономического кризиса — к 2001 году они страдали от низкой загрузки производственных мощностей, высокой себестоимости выполняемых работ и недостатка квалифицированных рабочих кадров. В этих условиях Глава Администрации Хабаровского края Виктор Ишаев издал распоряжение о реструктуризации обоих предприятий — существование сразу двух судоремонтных заводов в одном городе было объявлено нецелесообразным, и предполагалось, что их мощностями будет управлять единая управляющая компания. Однако реструктуризация не состоялась из-за того, что 22 июля 2002 года ОАО «Северный судоремонтный завод» было окончательно признано банкротом.
В настоящее время единственным действующим видом производства в городе является лесозаготовка и экспорт сырой древесины, добываемая местными предприятиями. Лес идёт на экспорт в КНР и Японию.
На въезде в город стоят совершенно новые, пустые и брошенные, жилые и производственные здания. На берегах бухты стоят остовы судоремонтных предприятий.
В 2016 году озвучивались планы по строительству в Советской Гавани сахарного завода с участием тайской строительной компании и инвесторов из Индонезии и Японии.
Также планируется сооружение на мысе Марии терминала по перегрузке железорудных концентратов.

### Морской порт
Морской торговый порт «Советская Гавань» является замерзающим портом. Границы порта установлены Распоряжением Правительства РФ от 27.02.2010 № 237-р. В состав порта входят 7 грузовых районов, а также пункт рейдовой погрузки леса в посёлке сельского типа Нельма. Осуществляется промышленная добыча рыбы на 7 рыбопромысловых участках. Для обслуживания судов имеется 17 причалов, расположенных в бухтах Окоча, Эгге, Курикша, Маячная и Лососина, в том числе один специализированный причал для разгрузки угля. Также в порту имеется грузопассажирский многосторонний пункт пропуска через государственную границу. Навигация в порту, за исключением пункта в Нельме, осуществляется круглогодично. По состоянию на 2013 год грузооборот порта составил 770 тыс. т. — главным образом вывоз древесины и нефтепродуктов.
В 2010 году возобновил свою работу терминал «Совгавань».
С 2018 года порт Советская Гавань входит в состав Свободного порта Владивосток.

### Банки

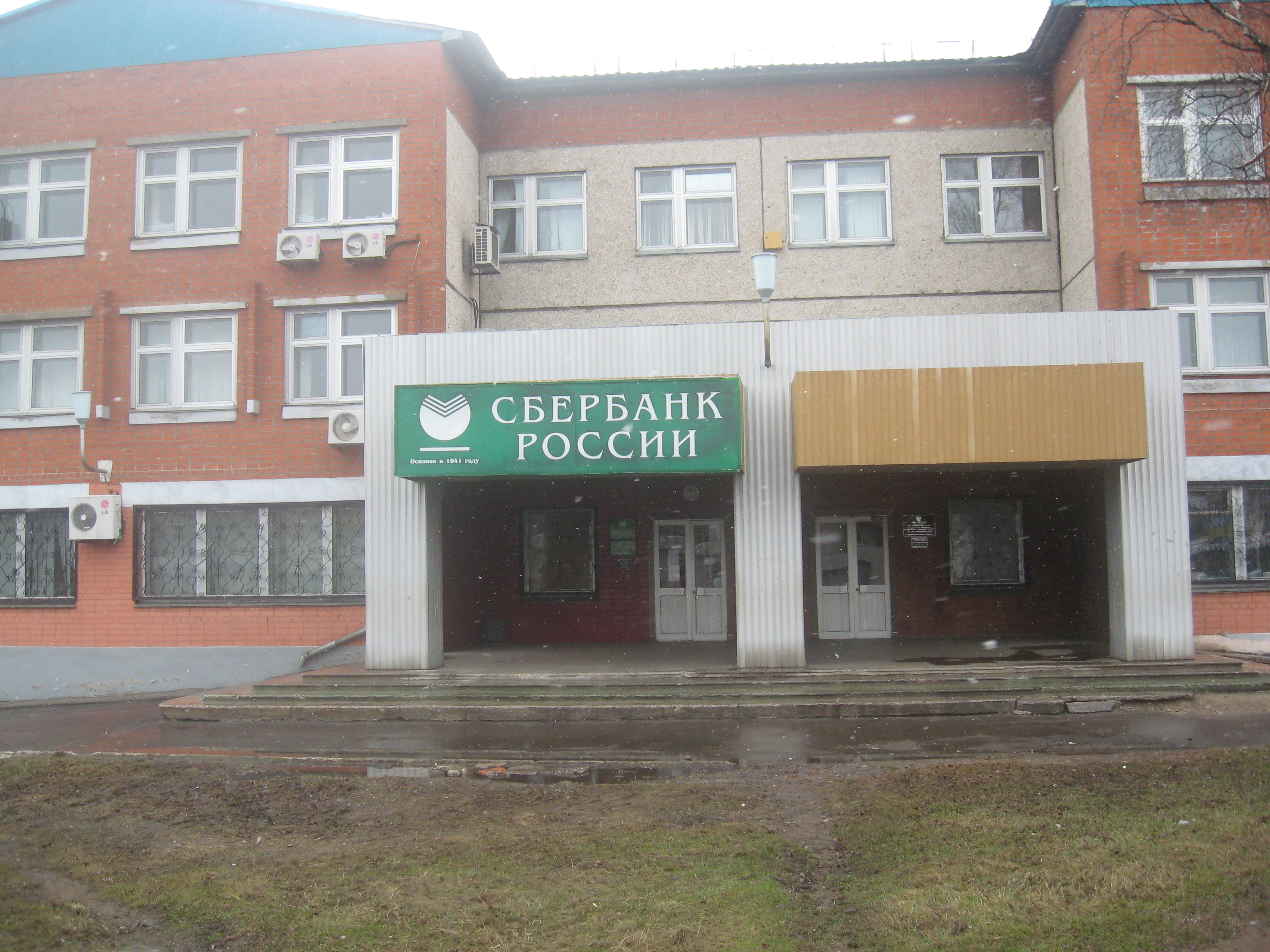
Отделение Сбербанка России

В городе действуют три отделения Сбербанка России, а также по одному отделению МТС Банка, Россельхозбанка и ВТБ 24. В банковских отделениях предоставляются различные услуги по вкладам, кредитованию населения и бизнеса, операциям с кредитными картами.

### Торговля
Развита международная торговля, в частности — экспорт в Японию, Южную Корею и Китай российской древесины; по состоянию на 2015 год Советская Гавань была в числе основных направлений этого вида экспорта. Из Японии ведётся импорт подержанных автомобилей.
В октябре 2013 году в Советской Гавани было завершено строительство торгового центра «Арбуз», который стал крупнейшим ТЦ в Хабаровском крае за пределами Хабаровска.

### Туризм
Советскую Гавань посещают туристы из КНР, США и других иностранных государств, а также жители других регионов России. В городе действует гостиница «Советская Гавань».
В зимнее время в пригороде имеется горнолыжная трасса.

## Транспорт

### Железнодорожный
Город является конечной точкой Байкало-Амурской магистрали (железнодорожная веткa Комсомольск-на-Амуре (Пивань) — Советская Гавань). На территории города находятся три грузовые железнодорожные станции — Десна, Советская Гавань-Порт и Советская Гавань-Город. Пассажирские поезда до Советской Гавани не ходят; все пассажирские перевозки осуществляются через станции Советская Гавань-Сортировочная и Ванино-Вокзал, расположенные в соседнем Ванинском районе.
Через вышеуказанные станции ежедневно проходит пассажирский поезд № 351/352 Советская Гавань-Сортировочная — Владивосток.

### Авиационный

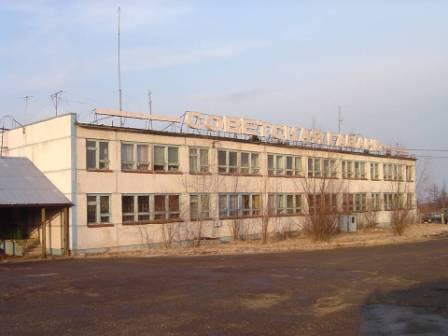
Аэропорт «Май-Гатка»

Авиаперевозки осуществляются через аэропорт «Май-Гатка» (бывший военный аэродром; ранее пассажирский аэропорт находился в районе «Сорок второй»). Город связан авиасообщением с Хабаровском и Южно-Сахалинском: в Южно-Сахалинск рейсы выполняются авиакомпанией Тайга (дочерняя компания Авроры), а в Хабаровск летает самолёт авиакомпании Аврора. Ранее Советскую Гавань связывала с Хабаровском и Владивостоком авиакомпания Хабаровские авиалинии, периодичность — приблизительно раз в 2 дня. Есть рейсы в Южно-Сахалинск,  В прошлом из «Май-Гатки» также были рейсы в Шахтёрск и Зональное.
Общая площадь территории аэропорта — 744,6 га. Взлетно-посадочная полоса выложена из железобетонных плит, длиной 3 000 м и шириной 48 м. Существующая производственно-техническая база аэропорта обеспечивает пропускную способность пассажиров 50 чел/час и обработку транзитных грузов.

### Автомобильный

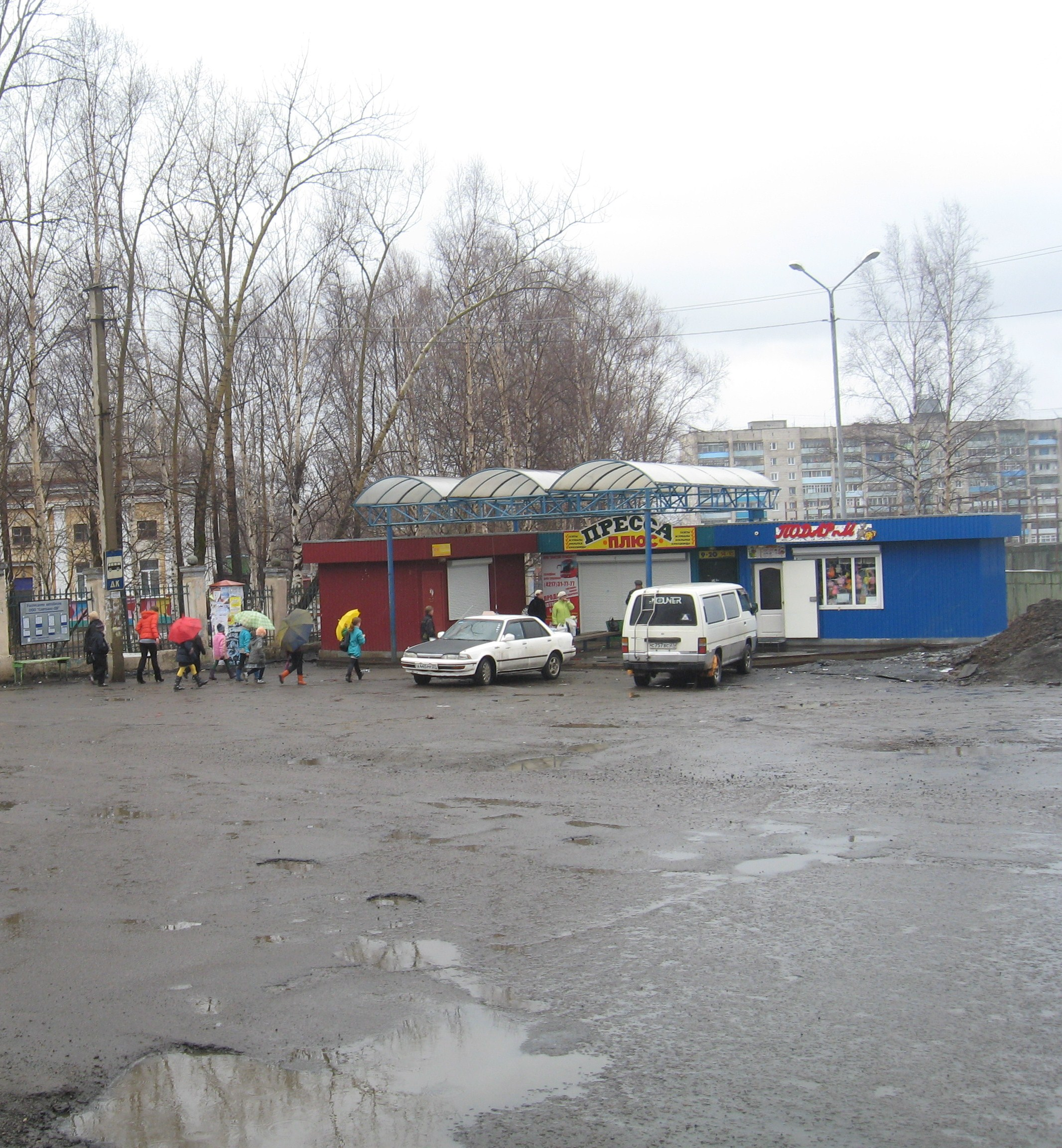
Автобусная остановка «Дом Культуры» — через неё ранее шли большинство местных автобусных маршрутов, а также осуществлялось междугороднее автобусное сообщение. Ныне большинство автобусов идут через автовокзал, построенный рядом.

Город связан с автомобильной сетью Дальнего Востока дорогой Лидога — Ванино. С Хабаровском установлено междугороднее автобусное сообщение. Основу городского автопарка составляют автомобили японского производства, отечественных автомобилей практически нет.

### Городской

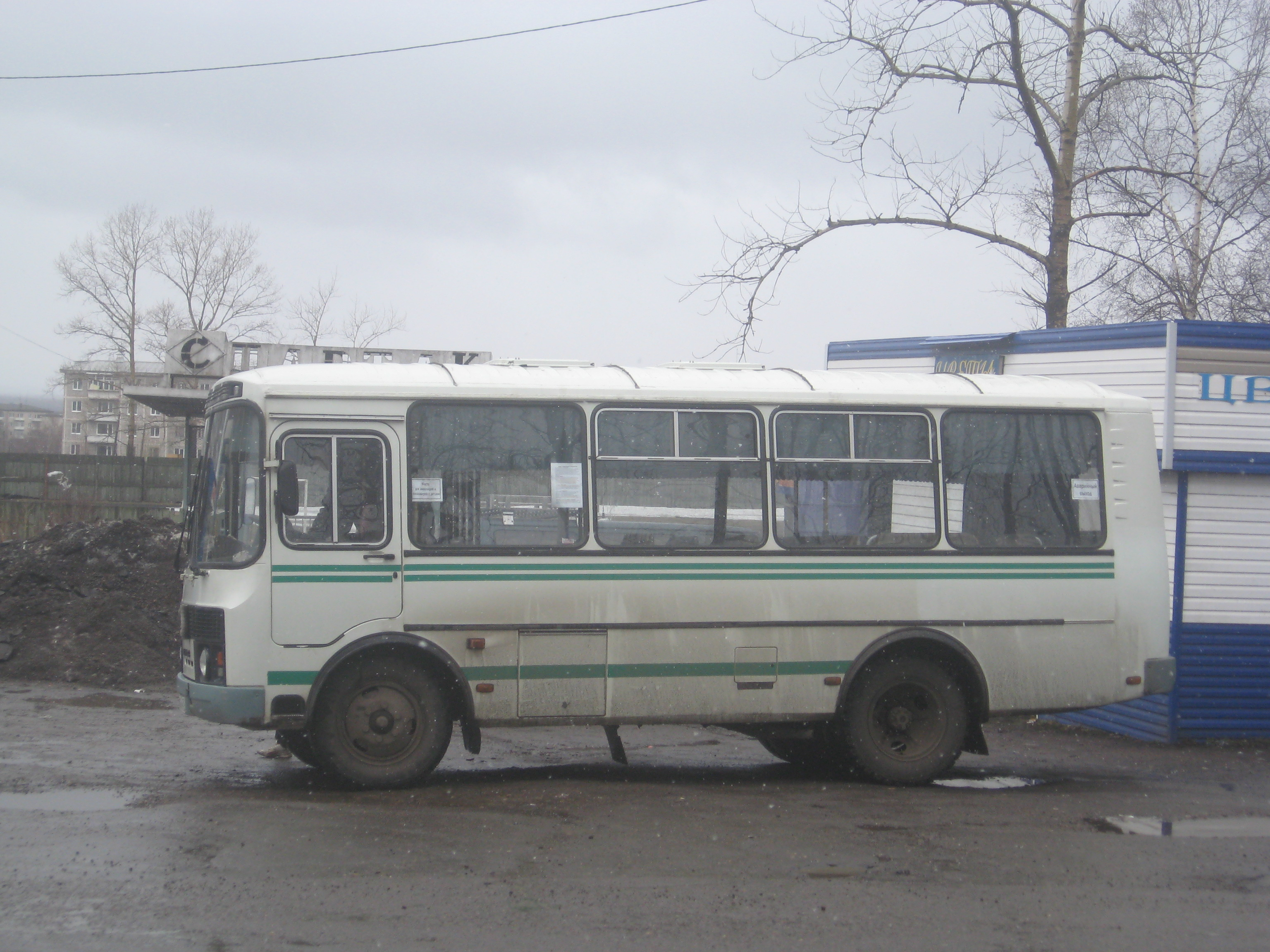
Автобус марки ПАЗ, обслуживающий одну из линий городского транспорта

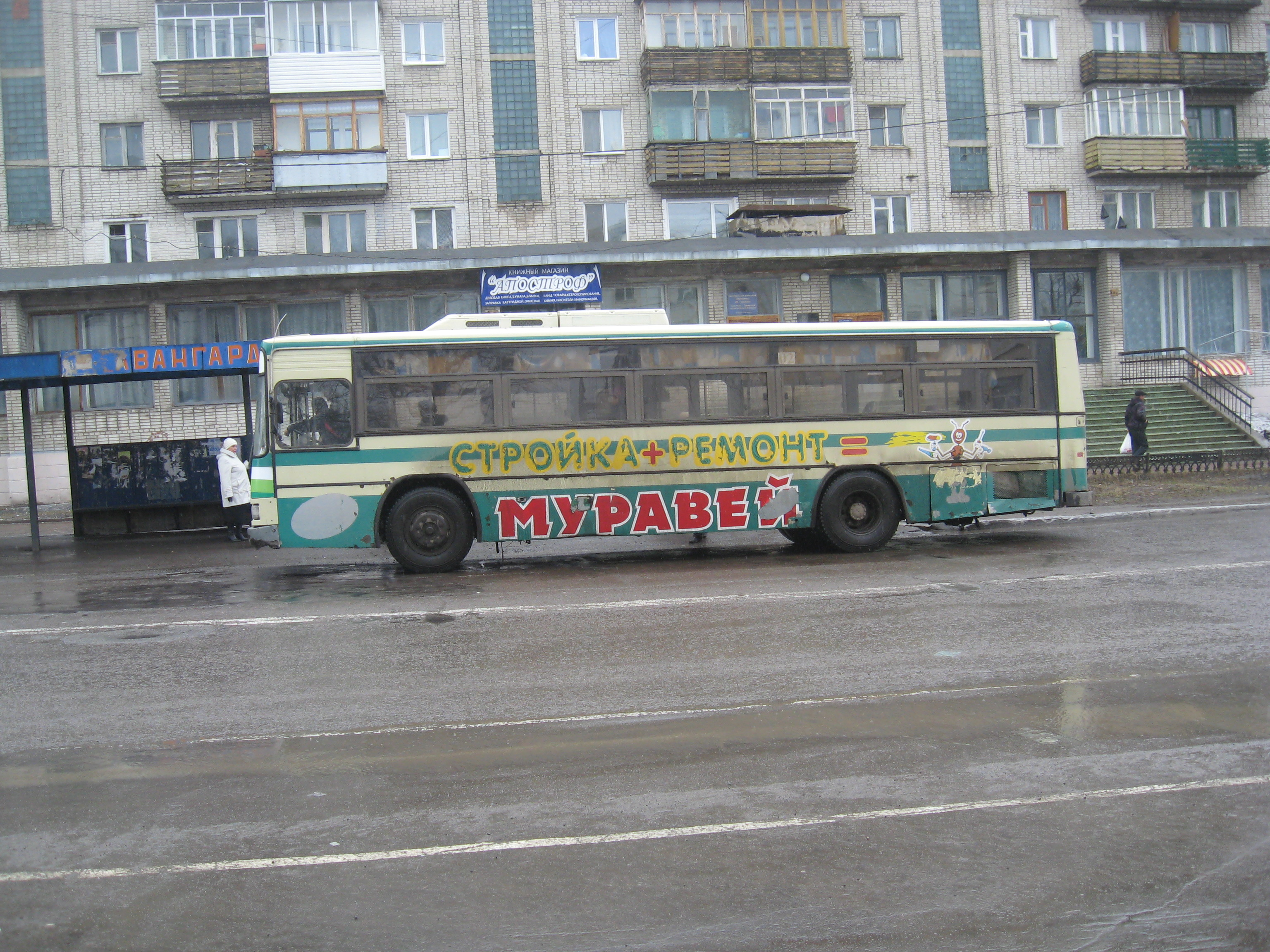
Большую часть городского автопарка составляют южнокорейские автобусы марки «Daewoo»

Автобусная сеть Советской Гавани действует с 1955 года. Автобусные перевозки осуществляются ООО «Совтранс-ДВ», принадлежащим администрации Советско-Гаванского района, а также несколькими частными предпринимателями. Местные автобусные маршруты связывают город с близлежащими посёлками — Ванино, Лососиной, Майским, Заветами Ильича, Гаткой; ранее действовал также автобусный маршрут до посёлка Токи. Маршруты обслуживают автобусы моделей ПАЗ и «Daewoo».
Также в городе работают несколько частных транспортных компаний такси и маршрутного такси.

## Образование
На территории города действуют девять детских садов, шесть средних общеобразовательных школ (МОУ СОШ № 1, МОУ СОШ № 2, МБОУ СОШ № 3, МОУ СОШ № 5, МОУ СОШ № 8, МОУ СОШ № 9), две вечерних школы (одна из них — при ФГУ «Исправительная колония № 5»), коррекционная школа-интернат, детский дом, два профессионально-технических училища (ПУ-13 и ПУ-19 (ныне — КГБОУ СПО Советско-гаванский промышленно технологический техникум), филиал Хабаровского промышленно-экономического техникума (уже закрыт), а также филиал Современного гуманитарного университета. Из учреждений дополнительного образования — Детская школа искусств № 1, эколого-оздоровительный центр «Утёс», центр детского творчества «Паллада».

## СМИ

### Пресса
В городе издаётся несколько газет. Официальным органом администрации Советско-Гаванского района является газета «Советская Звезда», первый номер которой вышел в 1932 году. Также издаются рекламно-информационные еженедельники «Алло» и «Деловой город». Большинство газет, издаваемых в Советской Гавани, также распространяются в Ванинском районе.

### Радиовещание
В городе можно принимать передачи семи радиостанций в УКВ (FM) диапазоне :
- «Радио России» / ГТРК Дальневосточная (Молчит) (66,74)
- «Радио Маяк» (Молчит) (68,36)
- «Радио Бульдозер» (102.1; местная радиостанция, транслирующая рок-музыку)
- «Радио России» / ГТРК Дальневосточная (102.6)
- «Шоколад FM» (103.1; местная радиостанция, принадлежащая фирме «Минутка», транслирует в основном поп-музыку)
- «Восток России» (103.6)
- «Европа Плюс» (105.0)
- «Радио Шансон» (105.4)
- «Комсомольская правда» (107.1).

### Телевидение
В городе в 2012 году началось тестовое вещание цифрового эфирного телевидения. С 27 января 2014 года вещает первый мультиплекс, с марта 2014 года до середины лета был также доступен второй мультиплекс. Есть возможность подключения кабельного, спутникового и интерактивного телевидения.

## Связь
ПАО «Ростелеком» предоставляет услуги интернета и проводной телефонной связи — телефонные номера в городе пятизначные. На территории Советской Гавани и прилегающих населённых пунктов принимается сигнал пяти сотовых операторов — МТС, Билайн, МегаФон, Tele2 и Yota. АО «ТТК» предоставляет услуги интернета.

## Религия

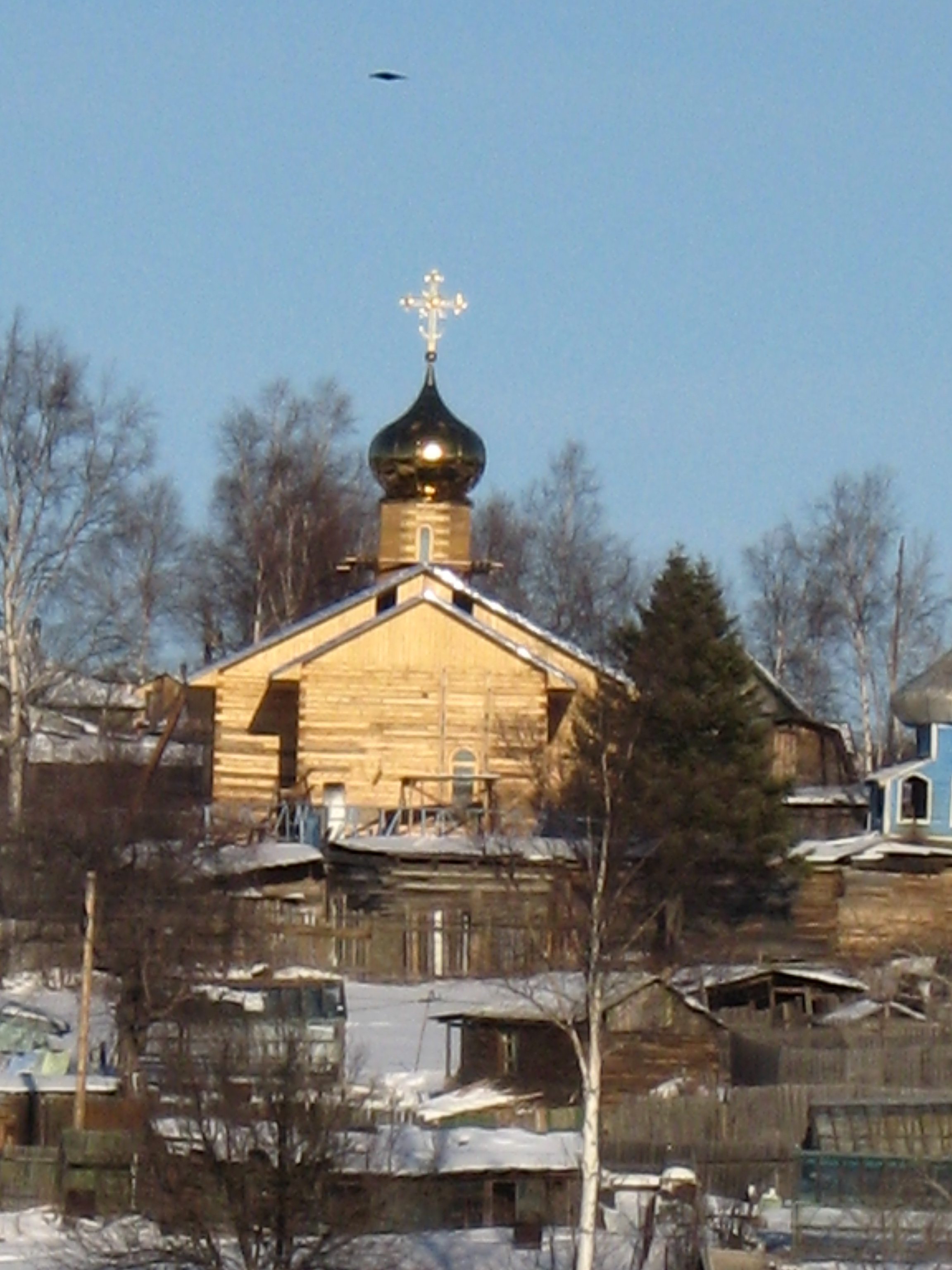
Храм святых апостолов Петра и Павла

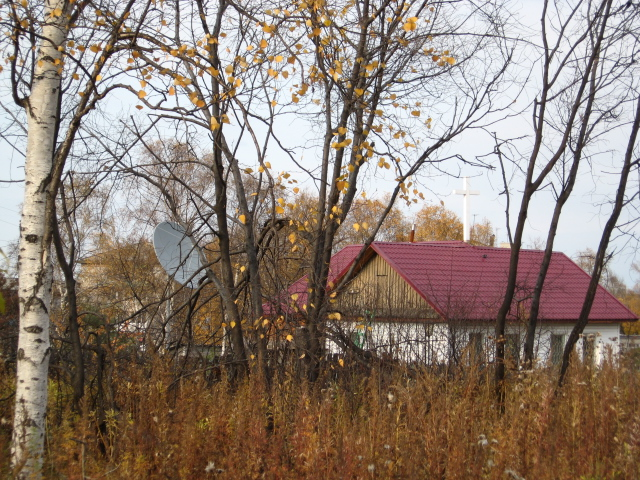
Церковь христиан-адвентистов

Подавляющее большинство верующих в городе принадлежит к различным христианским церквям, в основном это православные и прихожане ряда протестантских церквей — адвентисты седьмого дня, баптисты, пятидесятники. В городе два православных храма — Храм святых апостолов Петра и Павла на Курикше, а также законченный в 2019 году храм Святого праведного воина Феодора Санаксарского (Адмирала флота Ф. Ф. Ушакова) на центральной площади города. Также действует церковь христиан-адвентистов в центре города и молитвенный дом баптистов в Окоче.

## Объекты культурного наследия
На территории Советской Гавани существует ряд объектов культурного наследия Российской Федерации:
- Здание, в котором размещался штаб 1-го экспедиционного партизанского отряда
- Памятник моряку, исследователю Дальнего Востока Бошняку Н. К.

## Почётные граждане города
- Алексеев, Александр Иванович (1921—1993) — офицер ВМФ СССР. участник Великой Отечественной войны, советский и российский научный деятель, доктор исторических наук, кандидат географических наук. Автор более 40 научных монографий, в том числе и по истории города Советская Гавань. Ранее служил в Северо-Тихоокеанской военной флотилии, базировавшейся в Советской Гавани. Житель Советской Гавани.
- Монастыршина, Валентина Никодимовна (1923—2004) — газосварщица, депутат Верховного Совета СССР.
- Цендровский, Болеслав Львович (1926—2018) — советский и российский судоремонтник, директор Северного судоремонтного завода в Советской Гавани (1971—1987).

## Фотографии

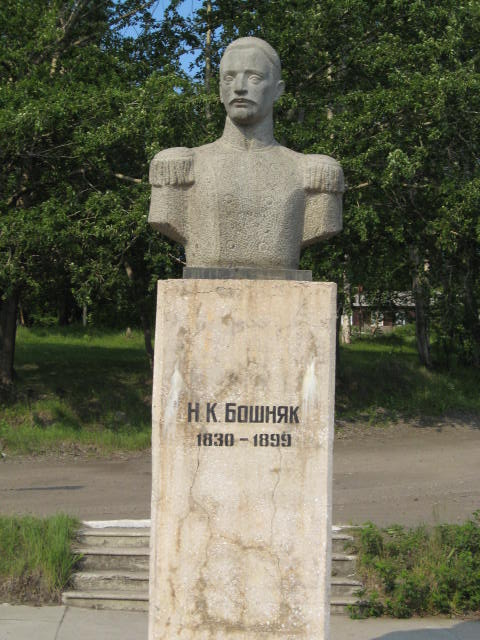
Памятник Николаю Бошняку. Объект культурного наследия РФ.
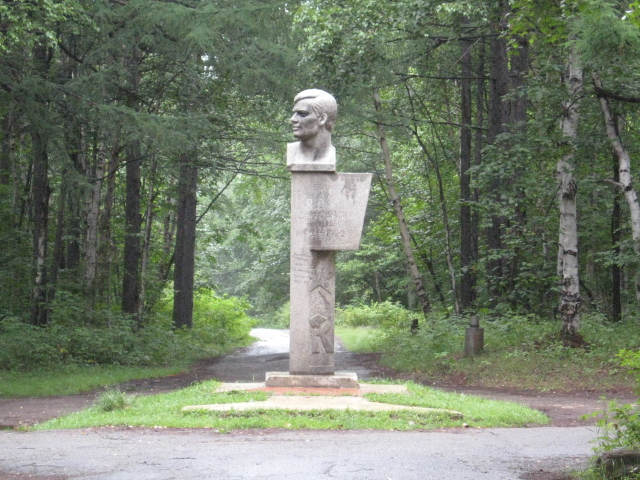
Памятник Виталию Баневуру
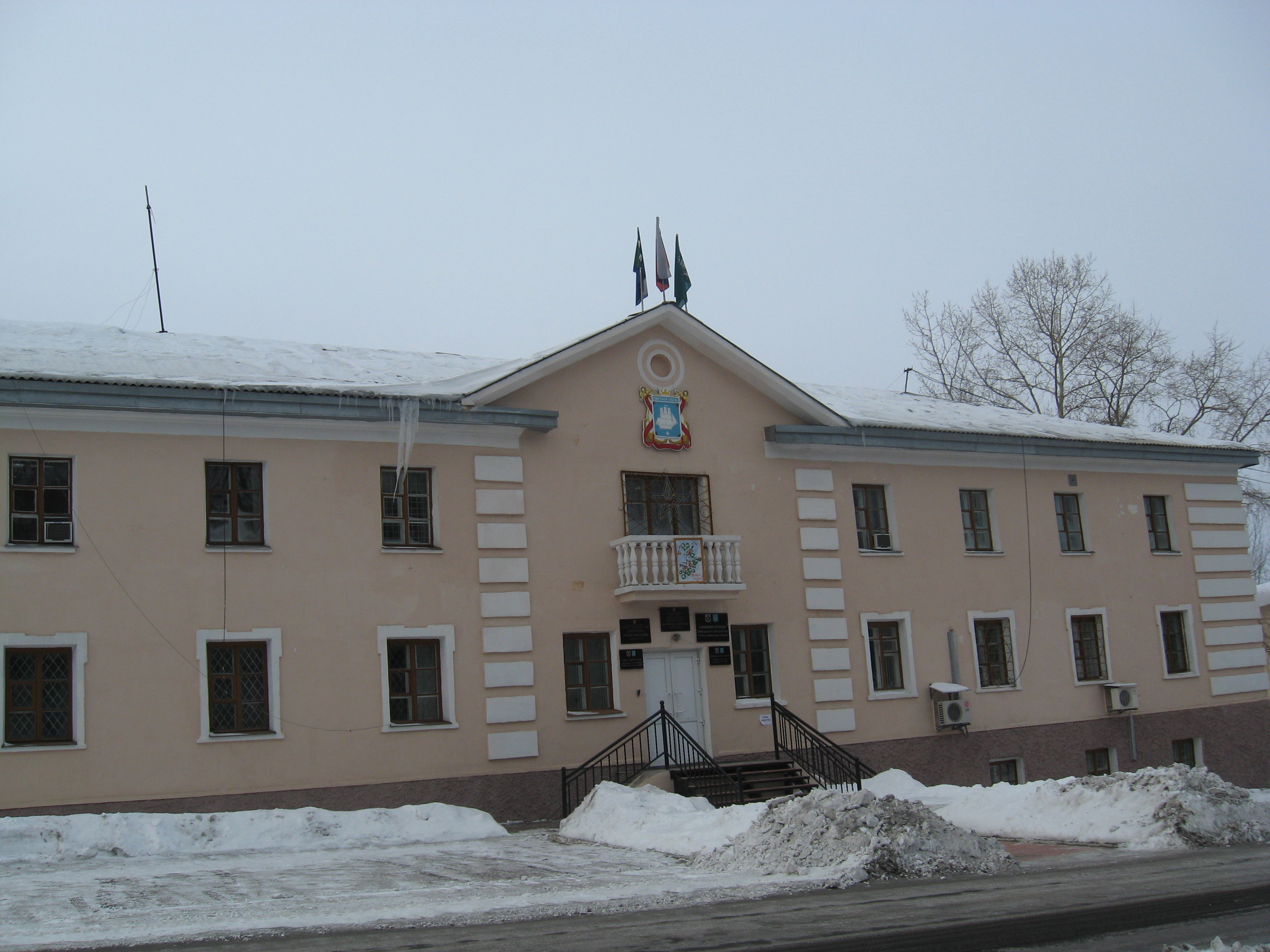
Администрация города
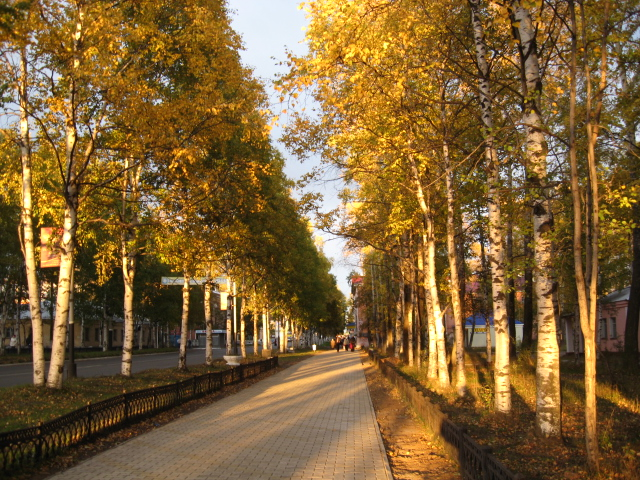
Улица Ленина
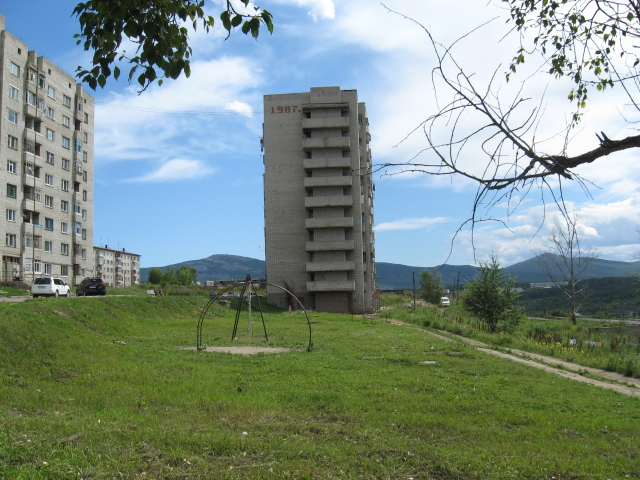
Девятиэтажные дома на улице Советская
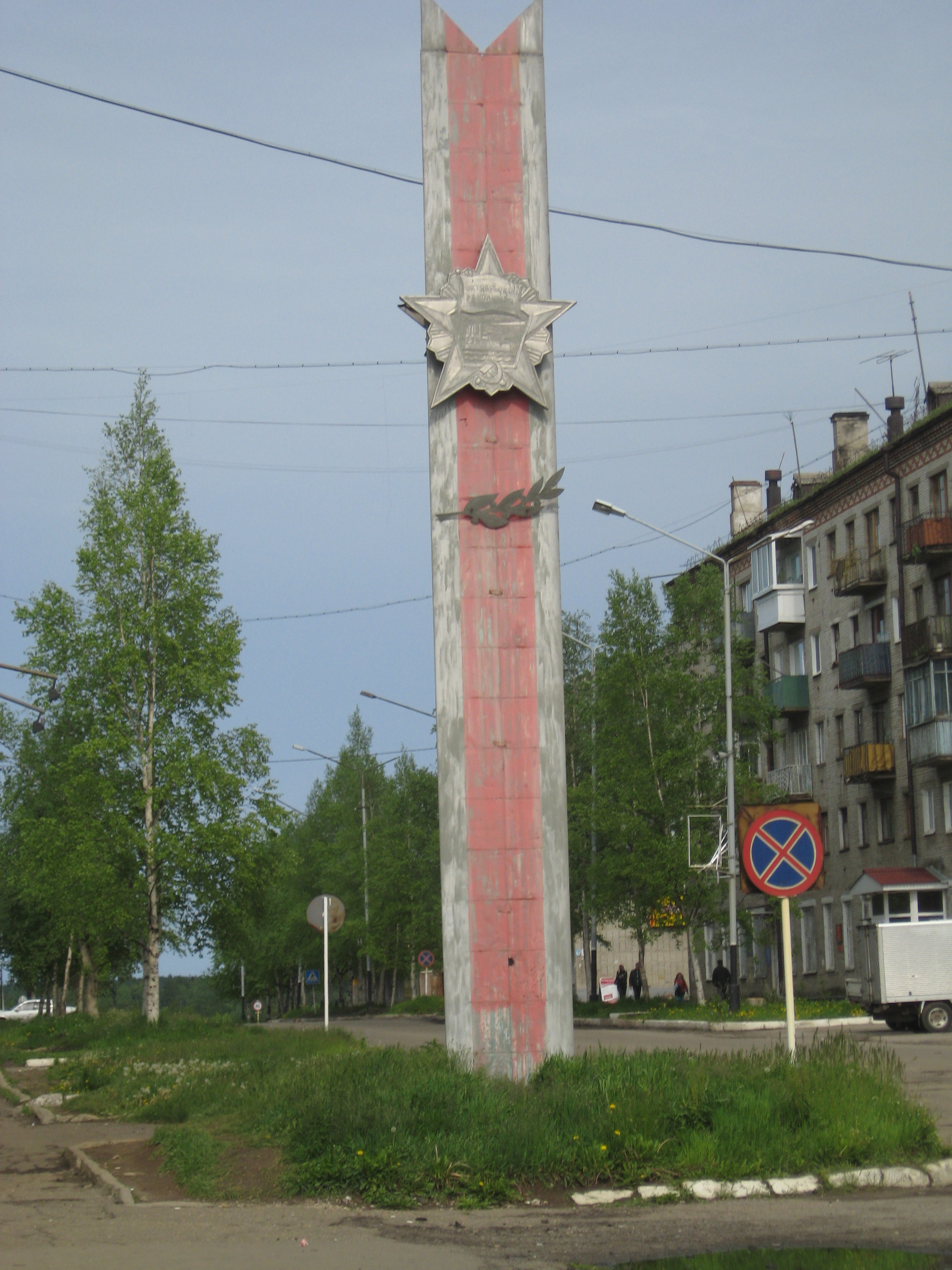
Монумент в честь Октябрьской революции
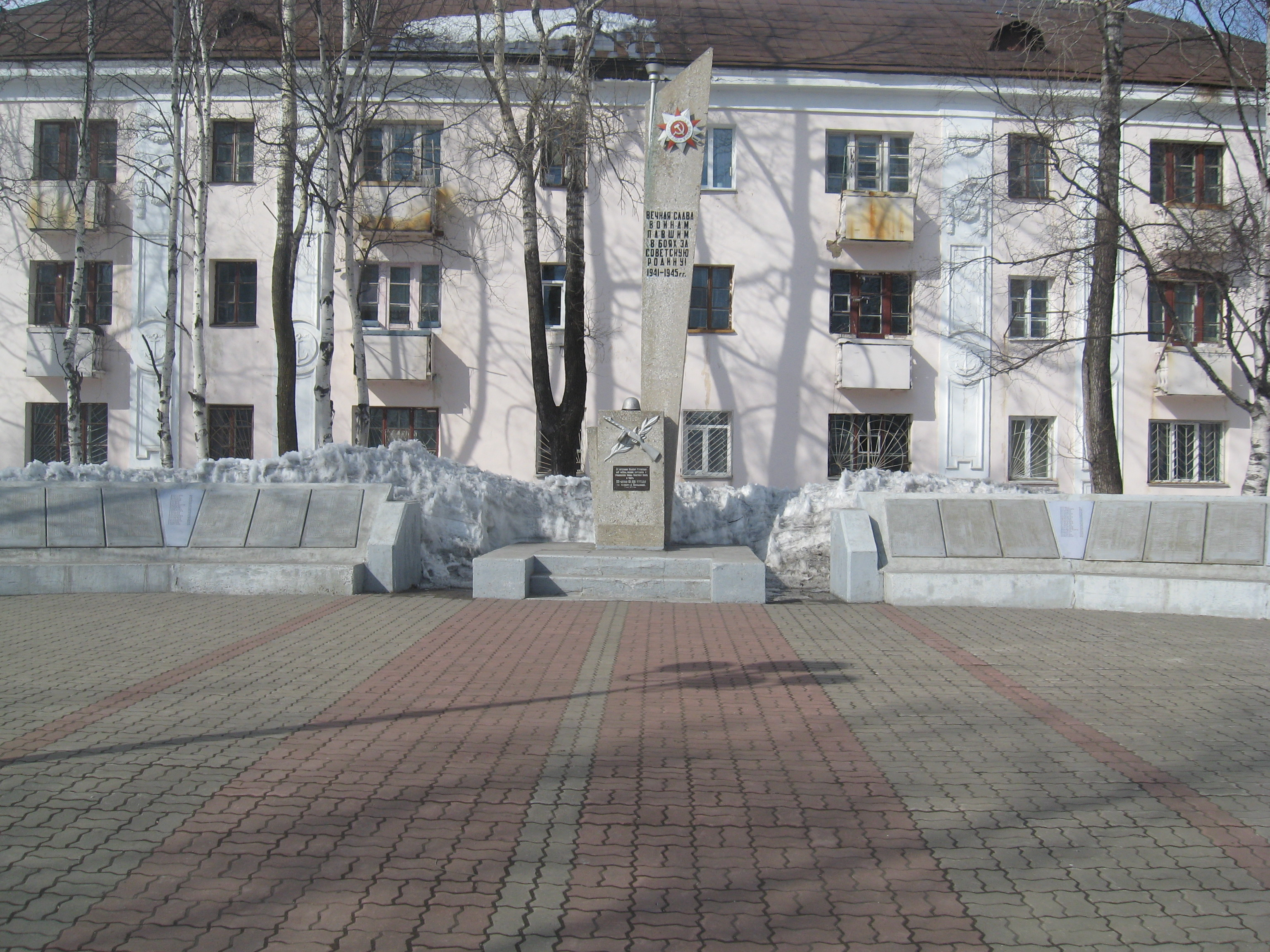
Монумент героям Великой Отечественной войны
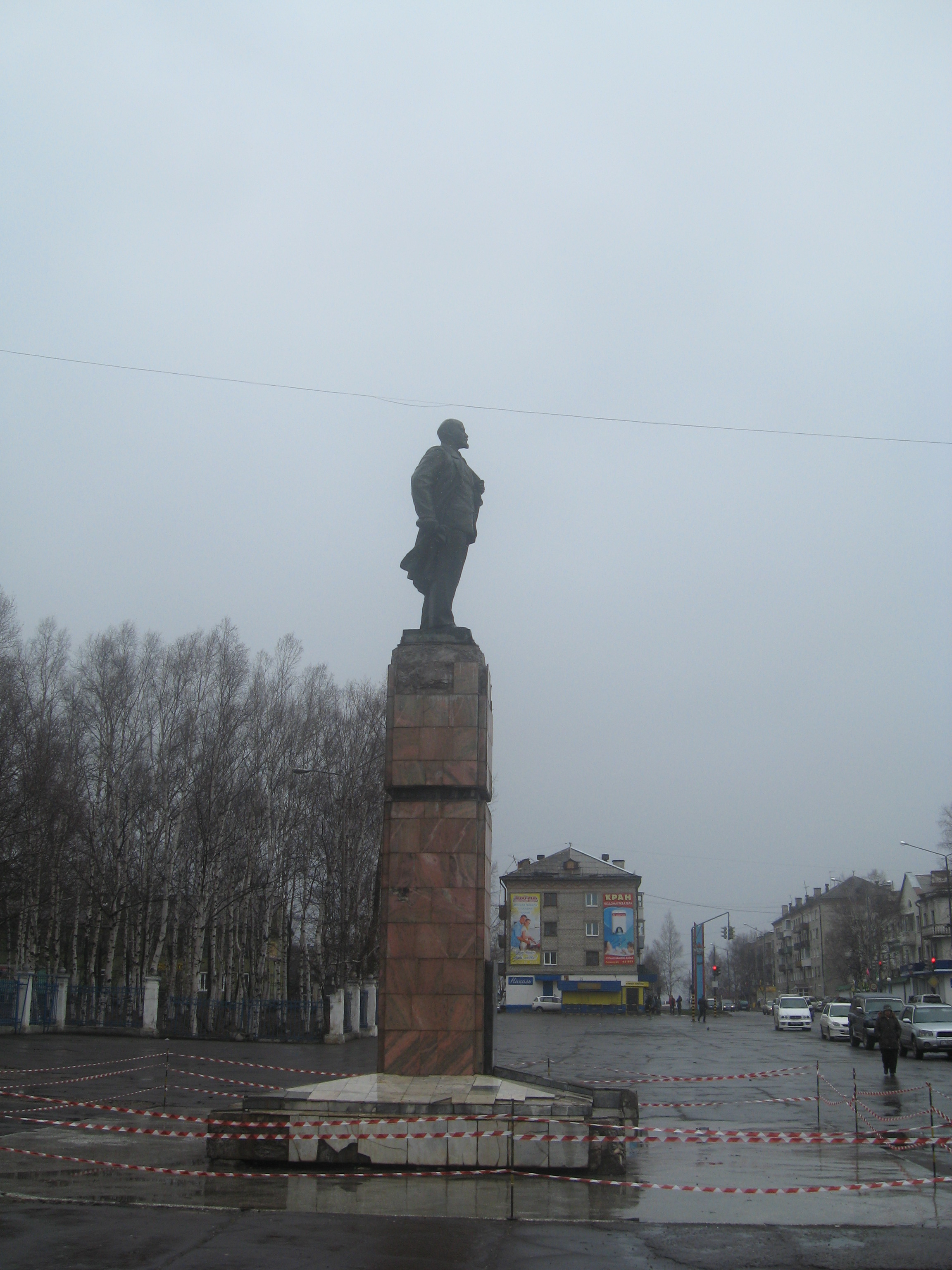
Памятник Ленину